# Svinjarevci
Svinjarevci is een plaats in de gemeente Bogdanovci in de Kroatische provincie Vukovar-Srijem. De plaats telt 575 inwoners (2001).